# سوپ میسو
سوپ میسو یا میسوشیرو (به ژاپنی: 味噌汁 みそしる  Miso Shiru) نام یکی از انواع سوپ در آشپزی ژاپنی است. در این نوع سوپ خوراک دریایی و سبزیجات یا دیگر مواد پخته شده و به عنوان چاشنی، سس میسو بکار می‌رود. در فرهنگ غذایی کشور ژاپن این سوپ معمولاً به همراه غذای اصلی گوهان (برنج پختهٔ ژاپنی) صرف می‌شود و نقش بسیار مهمی به عنوان یک غذای مکمل برعهده دارد. سوپ میسو امروزه در بازار به طور آماده در بسته‌بندی‌های مختلف به فروش می‌رسد و برای تهیهٔ آن تنها لازم است به مواد آماده شده، آب جوش افزوده شود.
در سال ۲۰۰۳ ، محققان مرکز ملی سرطان ژاپن پیشنهاد کردند که "خوردن سه یا بیشتر کاسه از سوپ ژاپنی  میسو هر روز می تواند خطر ابتلا زنان به سرطان سینه را کاهش دهد".  همچنین سوپ میسو کالری نسبتاً کمی دارد اما به دلیل داشتن پروتئین زیاد سیر کننده است.